# Weickertshöhe
Die Weickertshöhe ist ein 546 m ü. NHN hoher Berg im Spessart im unterfränkischen Landkreis Main-Spessart.

## Geographie
Die Weickertshöhe liegt zwischen Rechtenbach und Neuhütten, nordöstlich des Bischbornerhofes. Östlich des Gipfels, an der Weickertswiese, treffen die Gemarkungen der gemeindefreien Gebiete Forst Lohrerstraße und Partensteiner Forst sowie der Gemeinde Rechtenbach zusammen. Weitere Orte in der Nähe sind Krommenthal, Partenstein und Lohr am Main. Die Bundesstraße 26 verläuft südlich der Weickertshöhe in Tal des Bischbornbaches. Im Nordosten geht die Weickertshöhe flach zur Steckenlaubshöhe (542 m) über.